# 波の盆
『波の盆』（なみのぼん）は、日本テレビ系列（NNS）で1983年11月15日の21:02 - 22:54に放送されたテレビドラマ。また、その主題曲として作られた武満徹の楽曲。

## 概要
戦争によって引き裂かれたハワイ日系移民家族の姿と、それぞれの想いを描く。舞台はマウイ島のワイルク、ラハイナなど。現地のコンドミニアムにキャストとスタッフが共同生活しながら撮影が行われた。
日本テレビ・テレビマンユニオン提携作品。監督は実相寺昭雄、脚本は倉本聡。西武流通グループ（西武百貨店、西友、西武クレジット）提供の「西武スペシャル」として放送された。第38回（昭和58年度）文化庁芸術祭大賞、第1回ATP賞グランプリ、第16回テレビ大賞優秀番組賞を受賞。
1984年2月4日には、芸術祭大賞受賞を記念して再放送された。2011年8月27日、川崎市市民ミュージアムで開催された「実相寺昭雄展」で、関係者試写、スクリーン上映会が行われた。
2013年、日本テレビ開局60年記念の一環として、CS日テレの日テレプラスにて周年ドラマ特集が組まれ、『秋のシナリオ』『ゴールデンボーイズ 1960笑売人ブルース』『テレビ、翔んだ!』とともに再放送された（本作は12月7日ほかで放送された）。
2003年にはバップよりDVDソフトとして発売された（2021年現在廃盤）。また、横浜市にあるアーカイブ施設放送ライブラリーでは無料で閲覧できる。

## あらすじ
1983年夏、ハワイ・マウイ島。長年連れ添った妻に先立たれた日系一世の老人・山波公作は、仕事を引退して毎日追憶に耽る日々を過ごしていた。そんなある日、遠い昔に勘当した四男・作太郎の娘・美沙が、亡くなった妻に宛てた手紙を携えて日本からやってきた。孫が訪ねてくれた嬉しさの反面、祖国を裏切って米軍に協力した作太郎へのわだかまりがある公作は、美沙に対して心を開くことができない。そんな公作に、思い出の中の妻・ミサが優しく語りかけてくる。

## キャスト
山波公作
演 - 笠智衆
ミサ
演 - 加藤治子
美沙/フサヨ（二役）
演 - 石田えり
末吉
演 - 伊東四朗
作太郎
演 - 中井貴一
タミコ
演 - 原知佐子
公一
演 - 蟹江敬三
公次郎
演 - 大林丈史
公三
演 - 尾藤イサオ
花江
演 - 風祭ゆき
瑞江
演 -  立石凉子
文夫
演 - 石田純一
その他
演 - 奥村公延、浜村純、木田三千雄、木戸卓、六浦誠、井上三千雄、成田次穂 ほか

## スタッフ
- 脚本 - 倉本聰
- 音楽 - 武満徹
- 演奏 - 東京コンサーツ
- 題字 - 島田正治
- 撮影 - 中堀正夫、猪瀬雅久、田原耕治郎、矢口信男
- 編集 - 浦岡敬一
- 照明 - 牛場賢二、熊谷茂
- 録音 - 奥山東宣宏、菊池正嗣
- 効果 - 小森護雄、高橋恵一
- 映像 - 小野繁
- 美術 - 池谷仙克
- 美術進行 - 丸尾知行
- 装飾 - 沖村國男、吉岡弘司
- 模型製作 - 長谷川一郎
- 衣裳 - 京都衣裳
- 美粧 - 町田ミサ
- 結髪 - 水口誠也
- 記録 - 宍倉徳子
- 広報 - 河村良子
- スチール - 芝田義夫
- VTR編集 - 水野幸夫
- 編集助手 - 川野真、山口和彦
- 技術プロデューサー - 油谷岩夫
- 助監督 - 北浦嗣巳、服部光則、松宮健二
- 制作補 - 稲塚秀孝、光森明、碓井広義
- 企画協力 - 山元春雄（ISSEI協会）、原源照（ラハイナ浄土院）、デニス・オガワ（ハワイ大学）、足立聿宏（関西外国語短期大学）
- 方言指導 - 北浦真恵
- 英語指導 - トミー・スナイダー
- 協力 - ビショップ博物館、ワールドフォトプレス、ハワイアン航空、サーフライダー・ホテル、三和映材、ラハイナ浄土院
- ロケーション・コーディネーター - ハイネ・ピータース、ジョン・久本
- 制作者 - 梅谷茂
- プロデューサー - 吉川正澄（テレビマンユニオン）、山口剛（日本テレビ）
- 監督 - 実相寺昭雄
- 制作 - 日本テレビ、テレビマンユニオン

## サウンドトラック
武満徹作曲の本番組のサウンドトラックは、岩城宏之指揮、東京コンサーツ演奏によるもの。下記のとおりソフト化されている。
- 波の盆（1983年、ディスクポート西武、SJPL-83Y41）※LP盤
- 波の盆/嵐が丘（1993年11月25日、WAVE・ミュージックトゥデイ、WWCC-7112）
  - 本作と同じく武満徹作曲で、セゾングループが関わった映画『嵐が丘』のサウンドトラックと一緒に収録され、「西友オリジナル・サウンドトラック」として発売された。
- 波の盆（1999年4月1日、ラサポイント、RASA-0003）

武満徹の娘・真樹によると、『波の盆』を作曲する前にベルトルッチ監督の映画『1900年』を武満は何度も見ており、その音楽の影響が強く残っている。真樹が『1900年』の音楽のパクリじゃないかと言ったところ、武満はものすごく腹を立てたという。

## 関連文献
- 日本放送作家組合（編）、1984年9月25日『テレビドラマ代表作選集 1984年版』日本放送作家組合、7–52頁。

| 日本テレビ系 西武スペシャル    | 日本テレビ系 西武スペシャル | 日本テレビ系 西武スペシャル |
| 前番組                         | 番組名                      | 次番組                      |
| ------------------------------ | --------------------------- | --------------------------- |
| 季節が変る日 （1982年11月4日） | 波の盆 （1983年11月15日）   | 友よ （1984年11月7日）      |